# Gutshaus Mahlenzien
Das Gutshaus Mahlenzien ist ein Herrenhaus im zur Stadt Brandenburg an der Havel gehörenden Ortsteil Mahlenzien. Das Gebäude ist ein ausgewiesenes Baudenkmal. Es war Herrensitz der Familie von Schierstedt auf dem Rittergut Mahlenzien.

## Geschichte

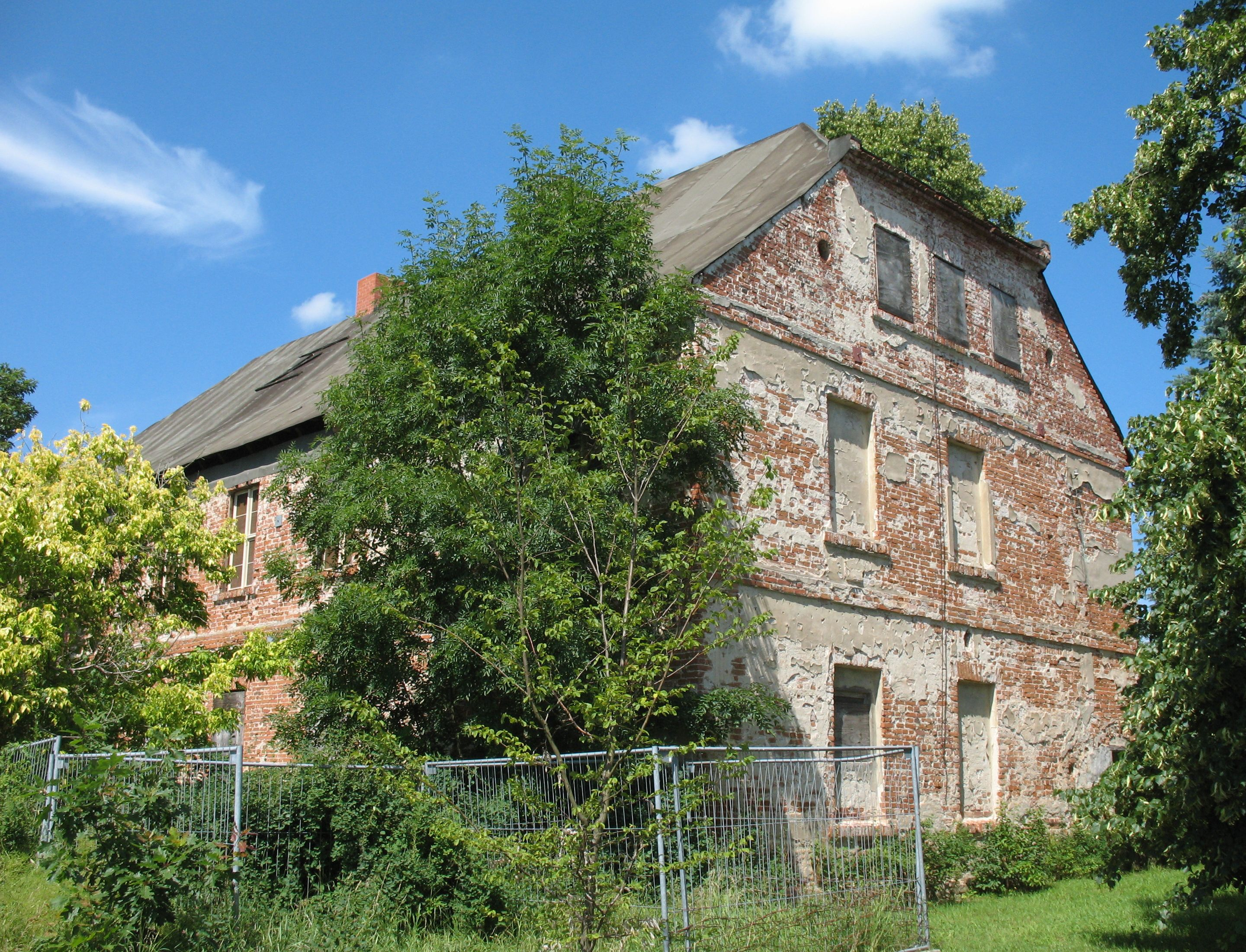
Gutshaus Mahlenzien 2013 vor der Sanierung

Das Dorf Mahlenzien wurde bekannt erstmals 1370 urkundlich erwähnt. 1376 gehörte es einer Familie von Sandau. Unmittelbar am Ort existierte eine mittelalterliche Wehranlage, die Motte von Mahlenzien. Inwieweit diese als Wohnsitz diente, ist nicht bekannt. 1470 kam Mahlenzien an die von Grabow und 1583 schließlich an die von Schierstedt. Unter den von Schierstedts wurde es ein reines Gutsdorf. Das Rittergut hatte im Jahr 1796 konkret 960 Morgen Ackerland, 360 Morgen Weide, 180 Morgen Forst, 8 Morgen Garten und 30 Morgen Nachtweide. Besitzer war damals der Generalmajor August Ludwig von Schierstädt-Dahlen (1746–1831), verheiratet mit Wilhelmine Gräfin Finck von Finckenstein. Das Gothaische Genealogische Taschenbuch des Adels führt das Rittergut im Besitztum des Hermann sen. von Schierstädt (1835–1908) mit 773 ha auf.
1804 ließ die Familie von Schierstedt direkt vor der Dorfkirche Mahlenzien, deren Kirchenpatronat sie innehatte, ein neues Gutshaus im Stil des Klassizismus errichten. Das Gut gehörte zum Komplex Dahlen. 
Nach dem Zweiten Weltkrieg wurde das Herrenhaus im Mai 1945 von Soldaten der Roten Armee geplündert und im Zuge der Bodenreform mitsamt den Ländereien enteignet. Das Gutshaus wurde Wohnhaus für Landbevölkerung. Die örtliche LPG nutzte seit den frühen 1950er Jahren die Reste des Gutshofes.
Bereits 1955 stellte man das Gutshaus unter Denkmalschutz. Neben Wohnungen war im Haus die Gemeindebibliothek untergebracht. Aufgrund des zunehmenden Verfalls zog man das Gutshaus Mahlenzien 1972 leer. Es wurde 1993 in private Hand verkauft, jedoch zunächst weiterhin nicht saniert. In den frühen 2000er Jahren wurde mit Mitteln der Deutschen Stiftung Denkmalschutz, des Landes Brandenburg, der Stadt Brandenburg an der Havel sowie des damaligen Eigentümers notwendige Sicherungsarbeiten durchgeführt. Im Juli 2015 erwarb Ferréol Jay von Seldeneck das Gut vom Vorbesitzer. Seither wird das Gutshaus für einen Gesamtbetrag von kalkuliert 1,2 Millionen Euro saniert.

## Bauwerk

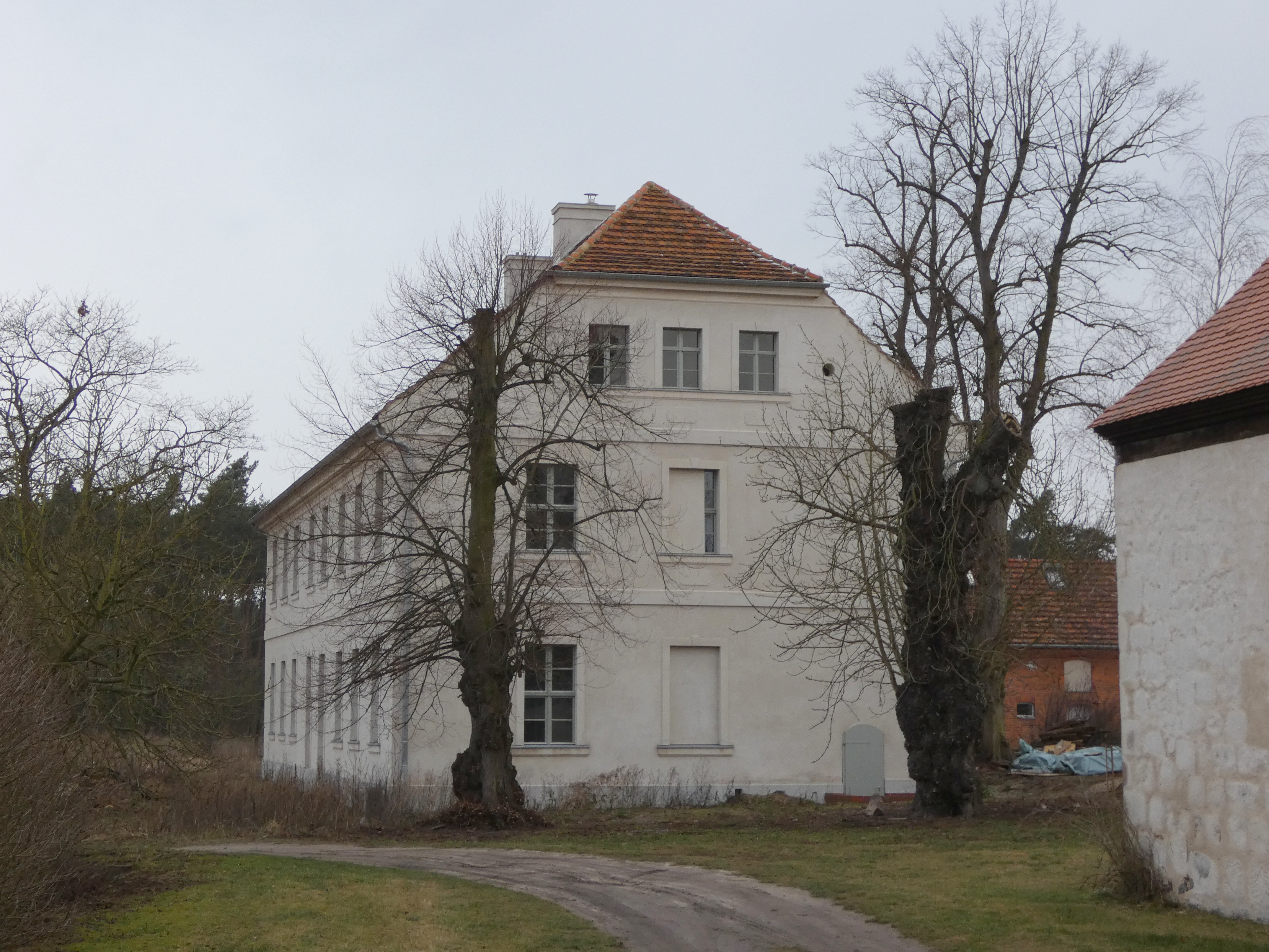
Ostgiebel des Gutshauses

Das Gutshaus Mahlenzien ist ein zweistöckiger Putzbau in Ost-West-Längsachse. Der Zugang zum Hof befindet sich auf der Nordseite, zwei Zugänge zum Garten auf der Südseite. Das Haus hat auf den Längsseiten acht Fensterachsen. Die Fenster sind relativ schlichte Rechteckfenster. Schmuckelemente der Fassade sind schlichte Gesimse, Faschen um die Fenster mit aus Putz geformten Schlusssteinen, Blenden und auskragende Fensterbänke. Das Dach weist Krüppelwalme auf. Es ist mit roten Biberschwänzen eingedeckt.
Neben dem Gutshaus gehören beispielsweise Stallgebäude zum Ensemble, die ebenfalls zu Wohnräumen umgebaut wurden.